# Elbe (Schiff, 1959)
Elbe ist der Name eines niederländischen Hochseeschleppers. Das Schiff wurde 1959 in Dienst gestellt und fungierte 17 Jahre lang als Schlepper, danach als Lotsenschiff; anschließend wurde es von Greenpeace als Aktionsschiff eingesetzt. Seit 2002 ist es ein Museumsschiff. Nach der ersten Generalüberholung 1963 war die Elbe bis zur Inbetriebnahme des Schleppers Zwarte Zee (IV) der leistungsstärkste Schlepper der Welt. Für Tagesfahrten kann das Schiff 80 Passagiere mitnehmen.

## Geschichte

### Hochseeschlepper
Die Smit Internationale in Rotterdam stellte den Hochseeschlepper am 24. Februar 1959 in Dienst und taufte ihn auf den Namen Elbe. Der erste Auftrag unter dem Kommando von Kapitän A. Poot war das zehnstündige Schleppen des Passagierschiffs Victoria von Vlissingen nach Rotterdam. Später folgten größere Aufträge: Von Faial da Terra auf den Azoren wurde der deutsche Tanker Richard Kaselowssky, dessen Kurbelwelle gebrochen war, in den Hamburger Hafen gezogen. 1963 wurde die Nennleistung der zwei Schiffsdieselmotoren durch Verbesserungen an den Turboladern sowie die Installation von Ladeluftkühlern auf jeweils 1780 PS erhöht.

### Lotsenschiff
Smit verkaufte das Schiff 1976 an die Lotsen der Pilots Association of Maryland in Baltimore, die es in ein Lotsenboot umwandelten, in Maryland umbenannten und unter US-amerikanischer Flagge führten.

### Aktionsschiff
1985 wurde die Elbe von Greenpeace International als Ersatzschiff für die versenkte Rainbow Warrior übernommen, erst in Gondwana und drei Wochen später in Greenpeace umgetauft.

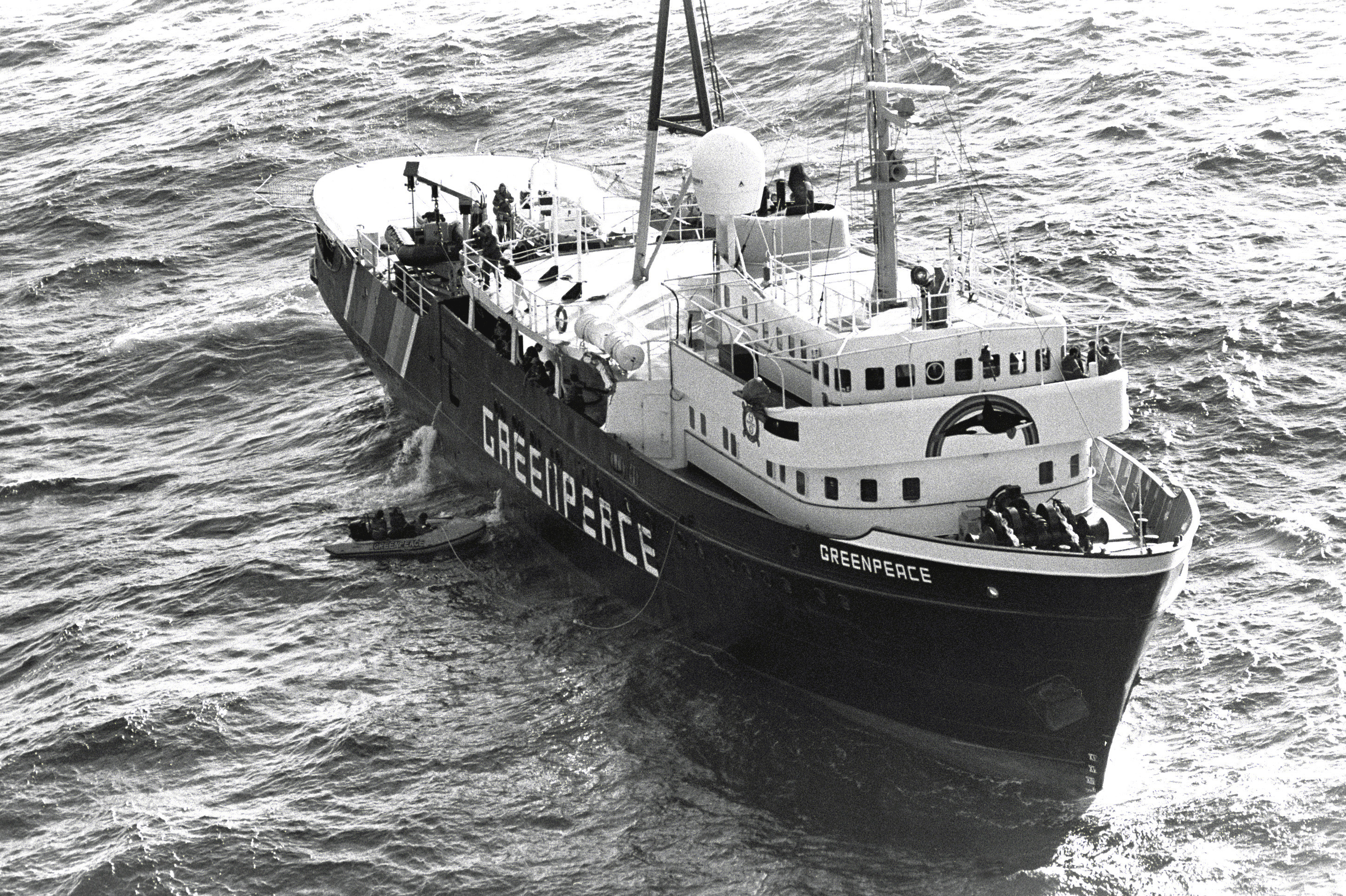
Als Greenpeace 1989

Das hochseetaugliche Schiff wurde den neuen Aufgaben entsprechend umgestaltet und mit hydraulischen Kränen zum Absetzen von Schlauchbooten und einem Hubschrauberlandedeck erweitert. Beim Protest gegen Raketentests von Mittelstreckenraketen des Typs UGM-133 Trident II rammte am 4. Dezember 1989 das U-Boot-Rettungsschiff USS Kittiwake (ASR-13) der United States Navy zwei große Löcher in die Backbordseite des Aktionsschiffs. Im Oktober 1990 fuhr die Greenpeace aus Protest gegen russische Atomtests auf der Doppelinsel Nowaja Semlja ins arktische Eismeer, wo sie von der russischen Seekriegsflotte aufgebracht wurde. 1990 wurde das Schiff an die Stiftung Rubicon Foundation in Amsterdam überschrieben und unter niederländischer Flagge weiterbetrieben. Im Februar 2002 wurde die MV Greenpeace von dem ehemaligen Feuerlöschboot Esperanza abgelöst.

### Museumsschiff
Am 4. Januar 2002 wurde das Schiff an das Hafenmuseum in Rotterdam überschrieben, als Museumsschiff in seinen ursprünglichen Zustand zurückversetzt und wieder in seinen ursprünglichen Namen Elbe umgetauft. Die Stiftung Stichting Maritieme Collectie Rijnmond in Rotterdam verwaltet es. Am 30. Juli 2004 sank die Elbe, nachdem sie vom Schwergutfrachter Fairpartner auf Höhe des Maschinenraums gerammt wurde. Während der daraufhin erfolgten Restaurierung wurde sie am 27. Oktober 2004 durch Sabotage erneut versenkt. Am 12. Februar 2005 kehrte das Schiff in seinen ursprünglichen Heimathafen nach Maassluis zurück, wo die Restaurierung fortgesetzt wurde. In einem Trockendock bekam der Rumpf 2009 seinen ursprünglichen Anstrich zurück und ein Bugstrahlruder wurde ergänzt. 2012 fuhr die Elbe zum ersten Mal seit 2004 wieder selbständig. Am 22. März 2014 wurde die Technische Prüfung auf See abgenommen. Am 6. April 2014 erfolgte die erste Fahrt mit Passagieren und am 6. Mai 2014 die erste Auslandsreise als restaurierter Schlepper zum Hafengeburtstag Hamburg. Am 19. August 2015 nahm das Schiff an der Sail Amsterdam teil.